# Трифун Вујин
Трифун Вујин (Војка, 1819 — Нови Сад, 22. фебруар 1885) био је српски војник и добротвор.

## Биографија
Трифун је рођен у сремској Војки 1819. године у петроварадинској регименти. Његов отац Нестор био је старешина у граничарској задрузи а мајка Макрена домаћица. 
Дана 1. новембра 1837. године, са седамнаест година, постаје војник у петроварадинском IX граничарском регименту. Следеће године постаје фрајтон а 1841. каплар. Неколико година касније постаје наредник а потом и чин поручника и капетана II реда. Учествовао је у Револуцији 1848. године, у рату против Пијемонта и Француске 1859. године и у рату са Пруском 1866. године.
У пензију одлази 1873. године након чега се настанио у Новом Саду где је провео остатак свог живота. Преминуо је у 65. години живота, 6. марта 1885. године. Иза себе је оставио тестамент којим је оставио цркви у Војци 500 форинти и Српском народном позоришту 100 форинти. Такође, завештао је пет хиљада форинти Фонду Српске велике гимназије новосадске и тако постао један од највећих добротвора највећих ове гимназије. Сахрањен је на Алмашком гробљу у Новом Саду.